# Hermann Lattermann
Hermann Lattermann (* 25. Februar 1809; † 26. Juli 1867) war ein deutscher Unternehmer und Politiker.
Der Sohn des Hammerwerksbesitzers und Landtagsabgeordneten Heinrich Ludwig Lattermann studierte Hüttenwesen an der Bergakademie Freiberg. Zwischen 1835 und 1855 besaß er das Hammerwerk im vogtländischen Tannenbergsthal und übernahm anschließend das Hammerwerk Morgenröthe von seinem Bruder Robert, der die Gussstahlfabrik in Döhlen bei Dresden gründete. Von 1851 bis 1855 war er als Vertreter des 17. bäuerlichen Wahlbezirks Abgeordneter der II. Kammer des Sächsischen Landtags.
Sein Schwiegersohn Guido Breitfeld war von 1877 bis 1894 ebenfalls sächsischer Landtagsabgeordneter.